# Wiarchouje (rejon orszański)
Wiarchouje (biał. Вярхоўе; ros. Верховье, Wierchowje) – wieś na Białorusi, w obwodzie witebskim, w rejonie orszańskim, w sielsowiecie Zubrewiczy, nad Uljanauką. 